# Selim Yaşar
Selim Yaşar rodným jménem Kaloj Mikailovič Kartojev (* 20. února 1990) je ruský zápasník–volnostylař ingušské národnosti, stříbrný olympijský medailista z roku 2016, který od roku 2014 reprezentuje Turecko.

## Sportovní kariéra
Zápasení se věnoval od útlého dětství v rodné ingušské obci Dolakovo nedaleko Nazraně pod vedením Movlatgiriho Šakpijeva. Ve 14 letech odešel na střední sportovní školu do krasnodarského Belorečensku, kde se připravoval pod vedením Jašara Karaibragimova. Vrcholově se připravoval v Krasnodaru a v tréninkovém středisku v Kislovodsku. V ruské volnostylařské reprezentaci se neprosazoval, proto v roce 2013 přijal nabídku reprezentovat Turecko pod změněným jménem Selim Yaşar. V roce 2015 se druhým místem na mistrovství světa v zápasu v Las Vegas kvalifikoval na olympijské hry v Riu. Do Ria přijel výborně připravený. V semifinále odolal závěrečnému náporu Američana J'dena Coxe a výhrou 2:1 na technické body postoupil do finále proti ruskému Dagestánci Abdulrašidu Sadulajevovi. Finále prohrál jednoznačně 0:5 na technické body a získal stříbrnou olympijskou medaili.

## Výsledky
| Olympijské hry     |    |    |   | — |   |    |    | 2. |    |  |  |  |  |  |  |  |  |  |  |  |  |  |
| Mistrovství světa  | —  | —  | — |   | — | 3. | 2. |    | 7. |  |  |  |  |  |  |  |  |  |  |  |  |  |
| Evropské hry       |    |    |   |   |   |    |    | —  |    |  |  |  |  |  |  |  |  |  |  |  |  |  |
| Mistrovství Evropy | —  | —  | — | — | — | —  | 8. | —  | 3. |  |  |  |  |  |  |  |  |  |  |  |  |  |
| MS juniorů         | 1. | —  |   |   |   |    |    |    |    |  |  |  |  |  |  |  |  |  |  |  |  |  |
| ME juniorů         | 1. | 1. |   |   |   |    |    |    |    |  |  |  |  |  |  |  |  |  |  |  |  |  |